# NGC 4523
NGC 4523 é uma galáxia espiral barrada (SBm) localizada na direcção da constelação de Coma Berenices. Possui uma declinação de +15° 10' 06" e uma ascensão recta de 12 horas, 33 minutos e 48,0 segundos.
A galáxia NGC 4523 foi descoberta em 19 de Abril de 1865 por Heinrich Louis d'Arrest.